# 普吕内 (上加龙省)
普吕内（法語：Prunet，法語發音：[pʁynɛ]）是法国上加龙省的一个市镇，属于图卢兹区。

## 地理
普吕内（43°34'6"N, 1°43'50"E）面积4.66 平方千米，位于法国奧克西塔尼大區上加龙省，该省份为法国西南部内陆省份，西南端与西班牙接壤，自此顺时针与上比利牛斯省、热尔省、塔恩-加龙省、塔恩省、奥德省和阿列日省接壤。
与普吕内接壤的市镇（或旧市镇、城区）包括：索桑、卡拉芒、弗朗卡尔维尔、朗塔、马斯卡尔维尔。

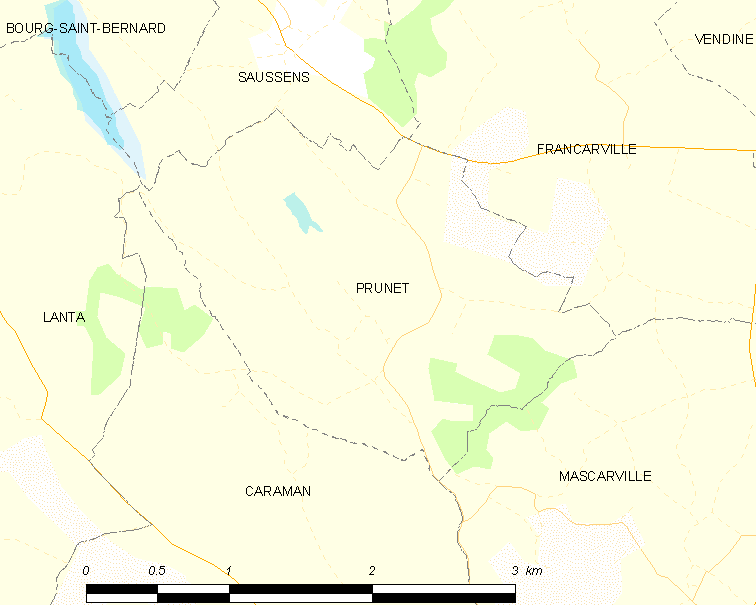
的OSM定位图

普吕内的时区为UTC+01:00、UTC+02:00（夏令时）。

## 行政
普吕内的邮政编码为31460，INSEE市镇编码为31441。

## 政治
普吕内所属的省级选区为勒韦勒县。

## 人口

1962-2008年间人口变化图示

普吕内于2022年1月1日时的人口数量为149人。